# Альмдудлер

Логотип

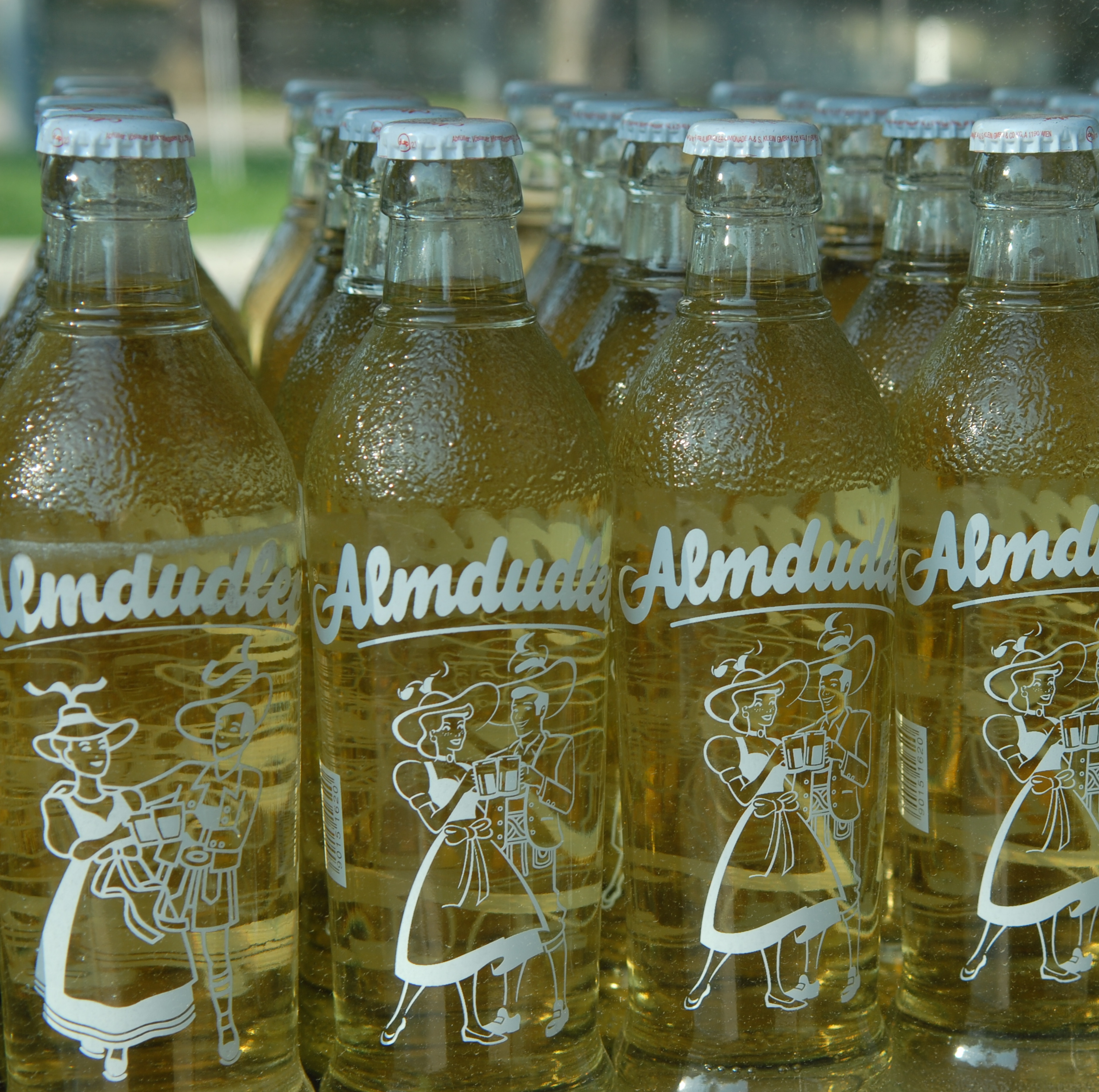
Пляшки Almdudler

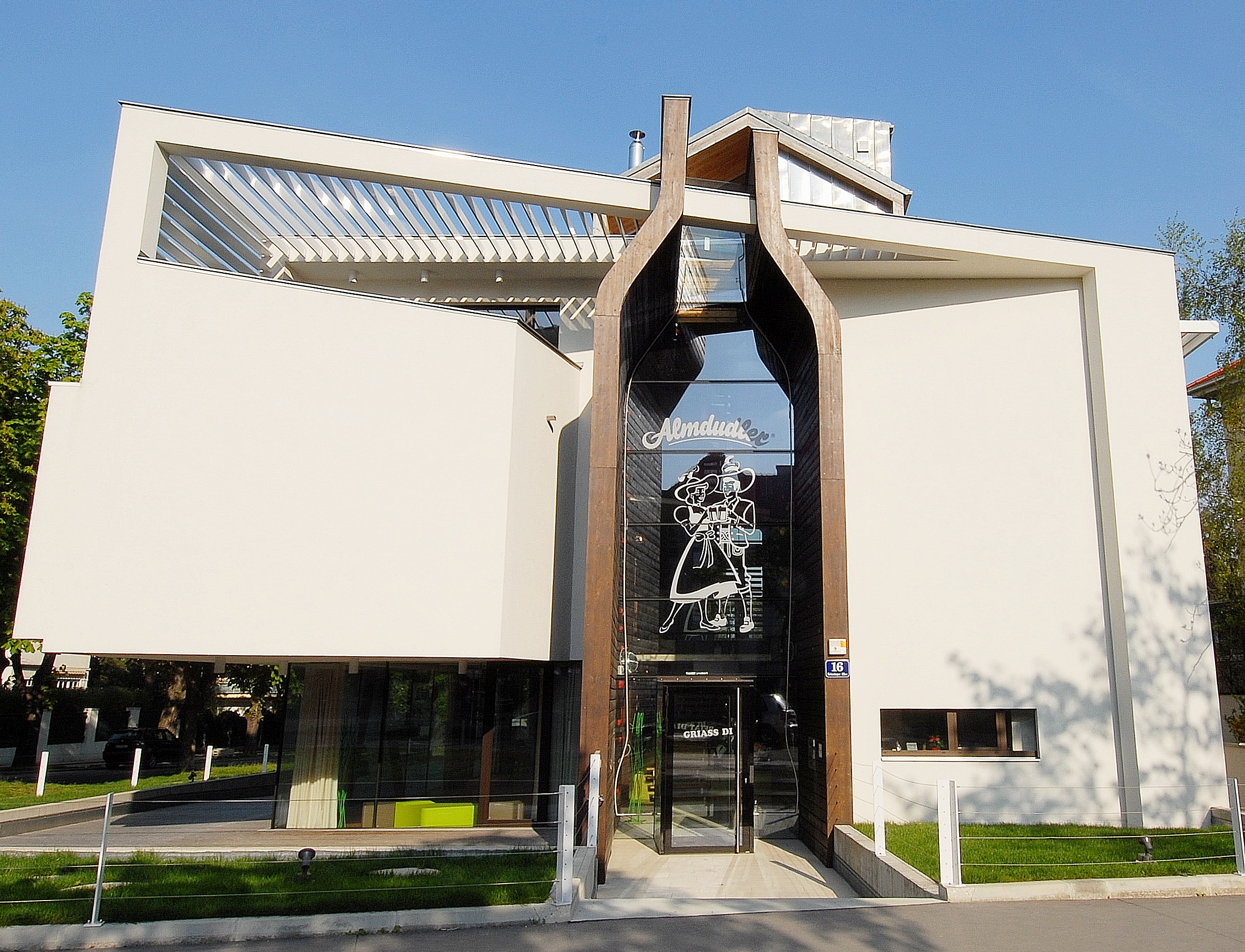
Будинок Альмдудлера, Відень

Альмдудлер (німецька вимова: [ˈalmˌduːdlɐ] ⓘ ) — торговельна марка популярного австрійського газованого безалкогольного напою з трав.

## Продукт
Оригінальний Almdudler — це підсолоджений газований напій на основі трав’яних екстрактів. Almdudler часто називають «національним напоєм Австрії». За популярністю в країні він поступається лише Coca-Cola. Щороку виробляється близько 80 мільйонів літрів цього напою.
Almdudler наразі доступний у кількох варіантах: оригінальний, легкий (без цукру), «still» (негазований) та g’spritzt (змішаний із газованою мінеральною водою). В Австрії також представлений різновид Radler (змішаний з пивом) під назвою Almradler. У виноробних регіонах Нижньої Австрії та Бургенланду Almdudler є популярним міксером із місцевими червоними та білими винами.

## Історія
Після трьох років розробки виробництво Almdudler було розпочате у 1957 році віденським підприємцем Ервіном Кляйном (1924–1983). Згідно з інформацією на офіційному сайті компанії, назва напою походить від поширеного тоді вислову auf der Alm dudeln, що означає «йодлювати на альпійському пасовищі». Напій був спочатку створений і просувався як альтернатива алкогольним напоям або як міксер для їх розведення.
Кляйн сприяв популяризації Almdudler через рекламу та спонсорство на великих спортивних заходах, таких як зимові Олімпійські ігри 1964 року в Інсбруку. З 1973 року компанія Almdudler функціонує виключно як ліцензійний постачальник.
Австрійська сімейна компанія Pfanner та виробник мінеральної води Franken Brunnen є дистриб’юторськими партнерами Almdudler у Німеччині з 2016 року, а Stardrinks AG (дочірня компанія Heineken Switzerland AG) — у Швейцарії. До 60-річчя бренду в 2017 році американський художник Мел Рамос створив картину під назвою «Almdudler’s Fabulous Blonde».
Almdudler залишається повністю у власності сім’ї Кляйн. Син Ервіна Кляйна, Томас, очолює наглядову раду материнської компанії, а Герхард Шіллінг є генеральним директором з 2004 року.

## Маркетинг та дистрибуція
Almdudler наразі розливається у пляшки в Австрії, Німеччині, Хорватії, Бельгії та Швейцарії. Також напій експортується до Чехії, Словаччини, Угорщини, Нідерландів, Румунії, Австралії та Сполучених Штатів Америки.
У 2017 році американський фігуративний художник Мел Рамос створив картину до 60-річчя бренду під назвою «Almdudler’s Fabulous Blonde», яка була експонована у Віденському музеї історії мистецтв. Відомий рекламний слоган Almdudler — «Wenn die kan Almdudler hab’n, geh i wieder ham.» («Якщо тут немає Almdudler, я йду додому») — був написаний англійським креативним директором Саймоном Нортом.

## Популярність
Практично 99% австрійців знайомі з трав’яним безалкогольним напоєм Almdudler. У найбільшому дослідженні брендів Австрії Almdudler посів 7-ме місце. Дослідження Brand Asset Valuator, проведене агенцією Young & Rubicam, оцінює цінність брендів з точки зору споживачів, і серед 2000 респондентів Almdudler був єдиним австрійським брендом напоїв, який увійшов до топ-10. Щороку виробляється понад 80 мільйонів літрів Almdudler; 14% (станом на 2010 рік) та 20% (станом на 2014 рік) загального обсягу продажів розливається та продається на закордонних ринках.

## Зовнішні посилання
- Офіційний сайт (нім.)